# William Howard, 1. Viscount Stafford

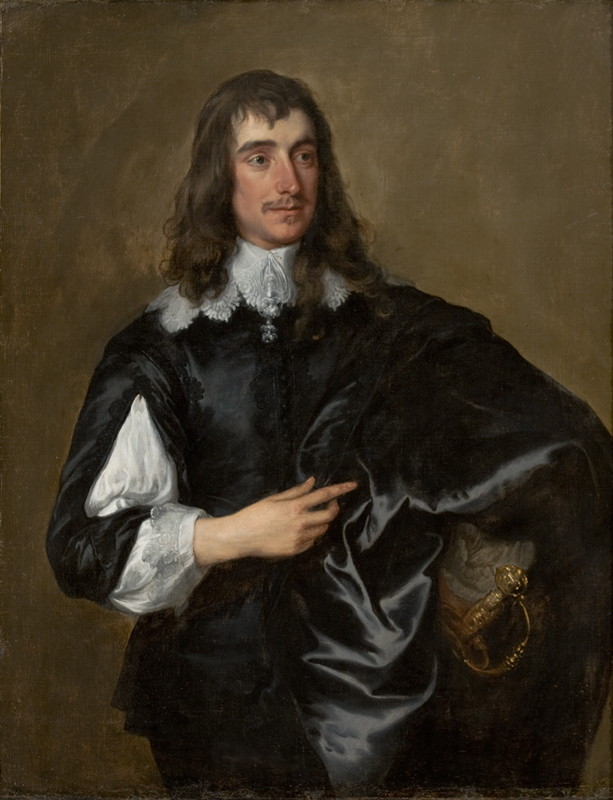
Porträt eines unbekannten Mannes von Anthonis van Dyck. Vermutlich handelt es sich um William Howard

William Howard, 1. Viscount Stafford (* 30. November 1614 in Westminster; † 29. Dezember 1680 in den Tower Liberties) war ein britischer Landbesitzer und Royalist aus der Familie Howard. Er wurde der Teilnehmerschaft an der Papisten-Verschwörung angeklagt und hingerichtet. 1929 wurde er von Papst Pius XI. als katholischer Märtyrer seliggesprochen.
Howard war Sohn des Anglikaners Thomas Howard, 21. Earl of Arundel und Enkel von Philip Howard, 20. Earl of Arundel, einem der Vierzig Märtyrer von England und Wales. William Howard wuchs als Mitglied der Church of England auf, heiratete aber 1637 zum Entsetzen seiner Familie katholisch.
Seine Braut war Mary, Schwester von Henry Stafford, 5. Baron Stafford. Trotz der katholischen Ehe gelang es Howards Familie, durch ihren Einfluss am Hof ihm 1640 den Titel des Viscounts Stafford zu sichern, die Roger Stafford, 6. Baron Stafford aufgrund von Armut aufgeben musste. Zwischen 1641 und 1660 pendelte Howard zwischen den Niederlanden, England und Rom und war in zahlreiche, meist durch Erbstreitigkeiten ausgelöste Auseinandersetzungen innerhalb der Familie, aber auch in den Wirren der Zeit verwoben. Nach der Stuart-Restauration 1660 kehrte er wieder ganz nach England zurück und wurde zum Fellow der Royal Society ernannt. Er setzte sich für die Widerrufung der anti-katholischen Gesetze ein, blieb aber sonst politisch unauffällig.
1678 beschuldigte ihn Titus Oates, Teilnehmer an der Papisten-Verschwörung zu sein und Howard wurde im Tower of London inhaftiert. Obwohl in den Folgejahren die fiktive Natur der Verschwörung und ihre Instrumentalisierung offenkundiger wurde, wurde Howard während einer öffentlichen Aufwallung antikatholischer Gefühle im November 1680 zum Tode verurteilt. Sein Hauptentlastungszeuge, Richard Gerard of Hilderstone, war „vorsichtshalber“ verhaftet worden, um den angestrebten Richterspruch nicht zu gefährden. Am 29. Dezember 1680 wurde William Howard, Viscount Stafford auf dem Tower Hill geköpft und in Folge wie schon sein Großvater in der Kirche St. Peter ad Vincula auf dem Gelände des Tower begraben. Anders als bei seinem Großvater sind seine Gebeine bis heute dort bestattet.
Der Titel eines Baron Stafford wurde nach Howards Tod aufgehoben, doch gelang es der Howard-Familie 1824, ihn wieder zu erlangen. George William Stafford-Jerningham, 8. Baron Stafford (1771–1851), mehrfacher Urenkel von William Howard, war ein Baron Stafford aus der Howard-Familie.